# Compsomyces
Compsomyces Thaxt. – rodzaj grzybów z rzędu owadorostowców (Laboulbeniales). Grzyby mikroskopijne, pasożyty stawonogów, głównie owadów (grzyby entomopatogeniczne).

## Systematyka
Pozycja w klasyfikacji według Index Fungorum: Compsomyces, Laboulbeniaceae, Laboulbeniales, Laboulbeniomycetidae, Laboulbeniomycetes, Pezizomycotina, Ascomycota, Fungi.
Takson ten w 1894 r. utworzył Roland Thaxter. Synonim: Moschomyces Thaxt. 1894.

## Gatunki
Index Fungorum w 2020 r. wymienia 6 gatunków tego rodzaju. W Polsce ich występowanie jest jeszcze słabo zbadane. Tomasz Majewski, jedyny polski mykolog zajmujący się nimi na szerszą skalę, do 2003 r. wymienił jeden gatunek występujący w Polsce – Compsomyces lestevae.
- Compsomyces insignis (Thaxt.) I.I. Tav. 1985
- Compsomyces lestevae Thaxt. 1900
- Compsomyces macropodus Speg. 1931
- Compsomyces palameni Thaxt. 1931
- Compsomyces stilicopsidis Thaxt. 1931
- Compsomyces verticillatus (Thaxt.) Thaxt. 1894

Nazwy naukowe według Index Fungorum.